# بنك الشام
بنك الشام، هو بنك سوري خاص يعمل وفق مبدأ الصيرفة الإسلامية، ومقره الرئيسي في دمشق.

## نبذة عن البنك
تأسس بنك الشام، كشركة مساهمة مغفلة في 7 أيلول 2006، برأس مال قدره 5 مليارات ليرة سورية، ذات السجل التجاري رقـم 14809، وسُجِّل في سِجل المصارف بالمصرف المركزي برقم 15، يتخذ بنك الشام الشريعة الإسلامية منهجاً له، وتخضع أنشطة وعمليات البنك لرقابة مصرف سورية المركزي ورقابة الهيئة الشرعية.

## أعضاء مجلس الإدارة
يتكون مجلس الإدارة من الأشخاص التالية أسماؤهم:
- علي يوسف العوضي - رئيس مجلس الإدارة
- أحمد نبيل محمد رفيق الكزبري - نائب رئيس مجلس الإدارة
- إياد خالد الطباع - عضو مجلس الإدارة
- أسامة طاهر - عضو مجلس الإدارة
- الدكتور علي مهران خوندة - عضو مجلس الإدارة
- خزانة تقاعد المهندسين - عضو مجلس الإدارة
- محمد سعيد الزعيم - عضو مجلس الإدارة

## أعضاء الهيئة الشرعية
تتكون الهيئة الشرعية من ثلاث أشخاص وهم:
- د. محمد توفيق رمضان البوطي - رئيس هيئة الرقابة الشرعية .
- د. عبد السلام عبد المنعم محمداه - نائب رئيس هيئة الرقابة الشرعية.
- د. عبد الرحمن السعدي - عضو هيئة الرقابة الشرعية في بنك الشام والعضو التنفيذي للهيئة.
- د. عدنان خضر - عضو هيئة الرقابة الشرعية في بنك الشام

## أهداف البنك
يعمل بنك الشام على تحقيق زيادة في نمو العوائد حيث يعود ذلك بالفائدة على العملاء والمساهمين حيث يعمل لضمان سلامة الجهاز المصرفي وتطويره من خلال تطبيق رقابة مصرفية فعالة والمساهمة في تعزيز قاعدة الودائع واستثمارها في مختلف القطاعات الاقتصادية تحت أطر الشريعة الإسلامية، وتقديم الخدمات والمنتجات والتسهيلات المصرفية المتطورة وتسويقها بجودة عالية طبقاً لمبادئ الشريعة الإسلامية الغراء لكافة العملاء من الأفراد ولمؤسسات تلبي احتياجاتهم وتفوق توقعاتهم.

## الإنتشار
يمتلك بنك الشام 11 فرعاً تعمل في 8 محافظات سورية وهي:
- فرع أبو رمانة - دمشق.
- فرع المزرعة - دمشق.
- فرع أوتستراد المزة - دمشق.
- فرع الحريقة - دمشق.
- فرع صحنايا - ريف دمشق.
- فرع شارع الفيصل - حلب.
- فرع 8 أذار - اللاذقية.
- فرع شارع المينا - طرطوس.
- فرع شارع القوتلي - حماة.
- فرع جورة الشياح - حمص.
- فرع شارع الجمهورية - درعا.

## وصلات خارجية
- المصرف المركزي السوري.
- موقع وزارة المالية السورية.
- سوق دمشق للأوراق المالية.
- هيئة الأوراق والأسواق المالية السورية.